# Fußball-Weltmeisterschaft der Frauen 1991/Deutschland
Dieser Artikel behandelt die deutsche Nationalmannschaft bei der Fußball-Weltmeisterschaft der Frauen 1991 in der Volksrepublik China.

## Qualifikation
Die deutsche Auswahl qualifizierte sich über die Europameisterschaft 1991 für die Weltmeisterschaft. Separate Qualifikationsspiele für Weltmeisterschaften wurden von der UEFA erst für die Fußball-Weltmeisterschaft der Frauen 1999 angesetzt.

## Aufgebot
| Nr.        | Name               | Verein vor WM-Beginn    | Geburtstag | Spiele   | Tore     |          |          |          |
| Torhüter   | Torhüter           | Torhüter                | Torhüter   | Torhüter | Torhüter | Torhüter | Torhüter | Torhüter |
| ---------- | ------------------ | ----------------------- | ---------- | -------- | -------- | -------- | -------- | -------- |
| 01         | Marion Isbert      | TSV Siegen              | 25.02.1964 | 6        | 0        | 0        | 0        | 0        |
| 12         | Elke Walther       | VfL Sindelfingen        | 01.04.1967 | 1        | 0        | 0        | 0        | 0        |
| Abwehr     |                    |                         |            |          |          |          |          |          |
| 03         | Birgitt Austermühl | TSV Battenberg          | 08.10.1965 | 4        | 0        | 0        | 0        | 0        |
| 05         | Doris Fitschen     | VfR Eintracht Wolfsburg | 25.10.1968 | 5        | 0        | 0        | 0        | 1        |
| 06         | Frauke Kuhlmann    | Schmalfelder SV         | 27.11.1966 | 4        | 0        | 0        | 0        | 0        |
| 04         | Jutta Nardenbach   | TuS Ahrbach             | 13.08.1968 | 4        | 0        | 0        | 0        | 0        |
| 15         | Christine Paul     | FC Wacker München       | 21.01.1965 | 3        | 0        | 0        | 0        | 0        |
| 02         | Britta Unsleber    | FSV Frankfurt           | 25.12.1966 | 4        | 1        | 0        | 0        | 0        |
| Mittelfeld |                    |                         |            |          |          |          |          |          |
| 13         | Roswitha Bindl     | FC Wacker München       | 14.01.1965 | 5        | 0        | 0        | 0        | 0        |
| 14         | Petra Damm         | VfR Eintracht Wolfsburg | 20.03.1961 | 4        | 0        | 0        | 0        | 0        |
| 17         | Sandra Hengst      | KBC Duisburg            | 12.04.1973 | 1        | 0        | 0        | 0        | 0        |
| 10         | Silvia Neid        | TSV Siegen              | 02.05.1964 | 1        | 1        | 0        | 0        | 0        |
| 07         | Martina Voss       | TSV Siegen              | 22.12.1967 | 5        | 0        | 0        | 0        | 0        |
| 11         | Beate Wendt        | SC Poppenbüttel         | 21.09.1971 | 4        | 0        | 0        | 0        | 0        |
| 08         | Bettina Wiegmann   | Grün-Weiß Brauweiler    | 07.10.1971 | 5        | 3        | 0        | 0        | 0        |
| Angriff    |                    |                         |            |          |          |          |          |          |
| 16         | Gudrun Gottschlich | KBC Duisburg            | 23.05.1970 | 5        | 1        | 0        | 0        | 0        |
| 18         | Michaela Kubat     | Grün-Weiß Brauweiler    | 10.04.1972 | 1        | 0        | 0        | 0        | 0        |
| 09         | Heidi Mohr         | TuS Niederkirchen       | 29.05.1967 | 5        | 7        | 0        | 0        | 0        |
| Trainer    |                    |                         |            |          |          |          |          |          |
|            | Gero Bisanz        |                         | 03.11.1935 |          |          |          |          |          |

## Die deutschen Spiele

### Vorrunde
*  Deutschland – Nigeria  4:0 (3:0) (Jiangmen, 17. November 1991)
Gleich in der ersten Halbzeit stellte die deutsche Elf die Weichen für den ersten Sieg im ersten WM-Spiel. Silvia Neid brachte die deutsche Mannschaft nach 17 Minuten in Führung. Ein Doppelschlag von Heidi Mohr (32., 35.) brachte die Vorentscheidung. In der zweiten Halbzeit besorgte Gudrun Gottschlich (57.) den Endstand. Es war das erste Spiel der deutschen Nationalmannschaft gegen eine afrikanische Auswahl. 
Die deutsche Mannschaft spielte in folgender Aufstellung: Isbert – Fitschen – Nardenbach, Unsleber (Kuhlmann), Austermühl – Damm, Neid (Bindl), Wiegmann – Voss, Mohr, Gottschlich
*  Taiwan – Deutschland  0:3 (0:2) (Zhongshan, 19. November 1991)
Bettina Wiegmann erzielte nach elf Minuten den Führungstreffer. Heidi Mohr baute ihr Torkonto durch Treffer in der 22. und 50. Minute weiter aus. Es war das erste Länderspiel gegen Taiwan und die deutsche Elf stand vorzeitig als Viertelfinalist fest. 
Die deutsche Mannschaft spielte in folgender Aufstellung: Isbert – Fitschen – Nardenbach (Kuhlmann), Paul – Bindl, Damm, Wiegmann, Austermühl (Wendt) – Voss, Mohr, Gottschlich
*  Deutschland – Italien  2:0 (0:0) (Zhongshan, 21. November 1991)
Erst in der zweiten Halbzeit fielen die Tore, die der deutschen Elf den Gruppensieg brachten. Heidi Mohr (67.) und Britta Unsleber (80.) waren erfolgreich. Damit blieb die deutsche Mannschaft in der Vorrunde ohne Gegentor. 
Die deutsche Mannschaft spielte in folgender Aufstellung: Isbert – Fitschen – Paul, Austermühl – Voss, Unsleber, Hengst (Kuhlmann), Wiegmann, Bindl – Mohr, Gottschlich (Wendt)

### Viertelfinale
*  Deutschland – Dänemark  2:1 n. V. (1:1, 1:1) (Zhongshan, 12.000 Zuschauer, 24. November 1991)
Erneut brachte die 20-jährige Bettina Wiegmann die deutsche Elf in Führung. Per Elfmeter erzielte sie nach 18 Minuten ihr zweites Turniertor. Mackensie glich nach 26 Minuten per Foulelfmeter aus. Weitere Tore fielen nicht, so dass zum ersten Mal eine WM-Partie in die Verlängerung musste. Hier war es wieder einmal Heidi Mohr, die nach 98 Minuten das Tor zum Halbfinale erzielte. 
Die deutsche Mannschaft spielte in folgender Aufstellung: Isbert – Fitschen – Paul, Austermühl – Kuhlmann, Damm, Wiegmann, Bindl (Wendt) – Voss, Mohr, Gottschlich (Unsleber)

### Halbfinale
*  USA – Deutschland  5:2 (3:1) (Guangzhou, 10.000 Zuschauer, 27. November 1991)
Die USA erwiesen sich als eine Nummer zu groß. Jennings brachte die US-Girls durch drei Treffer (9., 21., 32.) auf die Siegerstraße. Heidi Mohr konnte im Gegenzug den Anschlusstreffer erzielen (33.). In der zweiten Hälfte erhöhte Heinrichs (52., 74.) auf 4:1 bzw. 5:2. Den zweiten deutschen Treffer besorgte Bettina Wiegmann (74.). Doris Fitschen sah die erste gelbe Karte einer deutschen Spielerin bei einer WM. 
Die deutsche Mannschaft spielte in folgender Aufstellung: Isbert – Fitschen – Kuhlmann, Nardenbach – Paul, Wiegmann, Bindl, Austermühl (Unsleber) – Voss, Mohr, Gottschlich (Wendt)

### Spiel um den 3. Platz
*  Deutschland – Schweden  0:4 (0:3) (Guangzhou, 19.000 Zuschauer, 29. November 1991)
Die Luft im deutschen Team war draußen und Schweden kam zu einem ungefährdeten 4:0-Sieg. Die Tore für Schweden erzielten Andelen (8.), Sundhage (11.), Videkull (29.) und Nilsson (43.).
Die deutsche Mannschaft spielte in folgender Aufstellung: Isbert (60. Walther) – Fitschen – Unsleber, Nardenbach – Gottschlich, Damm, Wiegmann, Bindl (38. Kubat) – Voss, Mohr, Wendt